# Американо-филиппинские отношения
Американо-филиппинские отношения — двусторонние дипломатические отношения между США и Филиппинами.

## История
В 1896 году на Филиппинах начались массовые восстания против испанского владычества. Восставшие филиппинцы нашли поддержку в правительстве США. Руководство Соединённых Штатов пообещало филиппинскому народу оказать помощь в борьбе с Испанской империей. В апреле 1898 года США начали вести боевые действия против Испании, под предлогом помощи восставшим националистам Кубы, Филиппин и Пуэрто-Рико. Испания, которая держала под своим покровительством эти страны с XVI века, проиграла войну. 12 июня 1898 года Филиппины провозгласили свою независимость от Испании (ровно за 2 месяца до окончания испано-американской войны). Однако, США не признали независимость Филиппин и 10 декабря 1898 года американское правительство осуществило покупку у Испании Филиппин за 20 млн. долларов США. Филиппины оказались под покровительством США, что вызвало недовольство среди филиппинских республиканцев.
Непосредственным поводом к началу войны между США и Филиппинами послужил инцидент, произошедший ночью 4 февраля 1899 года на Сан-Хуановском мосту, близ Манилы. Американский солдат застрелил филиппинца, который проник на военную базу США. Солдат пытался остановить филиппинца, но тот не знал английского языка, что и привело к трагическим последствиям. Война обошлась Соединённым Штатам в сумму около 600 млн долларов США. В 1935 году Филиппины получили статус автономии и стали зависимой территорией США. В 1946 году Филиппинам была окончательно предоставлена независимость.
До недавнего времени американо-филиппинские отношения были основаны на прочных исторических и военных связях, а также на приверженности демократии и соблюдения прав человека. Соединённые Штаты считали Филиппины одним из основных не входящих в НАТО союзников. В 2011 году была подписана Манильская декларация, которая подтвердила положения договора Американо-филиппинской взаимной обороны 1951 года, устанавливающего основы для надежного и сбалансированного партнёрства между странами.
Президент Филиппин Родриго Дутерте, пришедший к власти 30 июня 2016 года, заявил о повороте страны от США в сторону Китая и России.
В марте 2024 года государственный секретарь США Энтони Блинкен и министр иностранных дел Филиппин Энрике Манало провели переговоры в Маниле. Американский политик подтвердил «железную приверженность» страны защите Филиппин, «поскольку растущая напряженность в отношениях с Китаем в Южно-Китайском море вызывает опасения и может привести к более широкому региональному конфликту». Филиппинский политик подчеркнул, что Манила стремится разрешать споры посредством мирной дипломатии.

## Дипломатические отношения
Посольство США находится в Маниле, консульство — в Себу. Филиппины имеет посольство в Вашингтоне и несколько консульств на территории США.

## Отношения при Дутерте
С приходом к власти президента Дутерте, отношения с США стали ухудшаться. С началом президентства Дутерте в стране начались массовые убийства наркодилеров. В ответ на критику от Барака Обамы 5 сентября 2016 года перед началом саммита АСЕАН восточноазиатских и мировых государственных лидеров в Лаосе Дутерте эмоционально заявил:

Ты должен проявить уважение. Не нужно делать заявления и кидаться пустыми вопросами. [Далее по-тагальски] Выблядок, я прокляну тебя на этом форуме!Оригинальный текст (англ.)You must be respectful. Do not just throw questions and statements. Putang-ina, mumurahin kita diyan sa forum na ‘yan!

Чуть позже пресс служба президента Дутерте извинилась за его слова
Также он сказал, что Филиппины — это независимая страна, а не колония США, и потому президента этой страны никто не может критиковать (Обама хотел обсудить массовые убийства на Филиппинах с Дутерте и другими лидерами стран на саммите). На следующий день Обама отменил встречу с Дутерте.
В этот же день Дутерте извинился перед Обамой:

Я не хочу ссориться с ним. Он сильнейший президент любой страны в мире.

Также, он сказал, что сожалеет о том, что его слова вызвали бурную реакцию в мире, и что сказанное им не было личным нападением на президента США.
После того как Дональд Трамп стал президентом в результате президентских выборов в США в ноябре 2016 года, Дутерте заявил о прекращении противостояния между странами.

## Военные соглашения
По соглашению 1947 года США содержали крупную военно-воздушную базу на острове Лусон до ноября 1991 года и военно-морской комплекс в Субик-Бей до ноября 1992 года.
С 1998 года был подписан ряд соглашений о военном сотрудничестве по борьбе с бедностью, терроризмом и торговлей наркотиками. Ежегодно проводятся совместные военные учения; в апреле 2016 года прошли 32-е по счёту десятидневные учения. Однако 28 сентября 2016 года новый президент Дутерте заявил, что это будут последние учения в срок его президентства.
В ходе визита в Манилу министра обороны США Ллойда Остина 9 февраля 2023 года, страны достигли договоренности о возобновлении совместно патрулирования Южно-Китайского моря. Патрулирование было приостановлено в 2016 году по инициативе Родриго Дутерте, который занимал пост президента Филиппин в указанный период.
В октябре 2023 г.  ВС США и Филиппин масштабные военно-морские учения, целью которых являлось укрепление совместного сотрудничества в Южно-Китайском море. Маневры прошли на северном филиппинском острове Лусон. В ходе учений участники отработали методы ведения современных военно-морских операций, от противолодочной обороны до радиоэлектронной борьбы.Также участниками мероприятия стали представители оборонных ведомств Японии, Великобритании, Канады, Франции и Австралии, в качестве наблюдателей — королевский военно-морской флот Новой Зеландии и ВМС Индонезии.

## Экономические отношения
В 2016 году объём товарооборота между странами составил сумму 25 млрд долларов США. Соединённые Штаты являются одним из крупнейших иностранных инвесторов в экономику Филиппин и третьим по величине торговым партнером этой страны. Импорт США из Филиппин: полупроводниковые устройства и компьютерные детали, автомобильные запчасти, электротехника, текстиль и одежда, пшеница и корм для животных, а также кокосовое масло. Экспорт США на Филиппины: оборудование, крупы, электротехника и транспортное оборудование.
Для борьбы с последствиями природных катастроф (например тайфуном Хайян в 2013 году) за последнее десятилетие США предоставили в качестве помощи более 143 миллионов американских долларов.

## Диаспора и туризм
В США проживает примерно четыре миллиона американцев филиппинского происхождения, а на Филиппинах постоянно проживает более 220 000 граждан США. По оценкам, около 650 000 американских туристов посещает Филиппины каждый год.